# Wilhelm Stenhammar
Wilhelm Stenhammar (ur. 7 lutego 1871 w Sztokholmie, zm. 20 listopada 1927 w Jonsered) – szwedzki pianista, kompozytor i dyrygent. Jeden z najważniejszych przedstawicieli muzyki skandynawskiej swojej epoki. Jego kompozycje (dzieła chóralne, kameralnych, solowe, teatralne, orkiestrowe) należą do czołowych osiągnięć muzyki szwedzkiej przełomu XIX i XX w.

## Życiorys

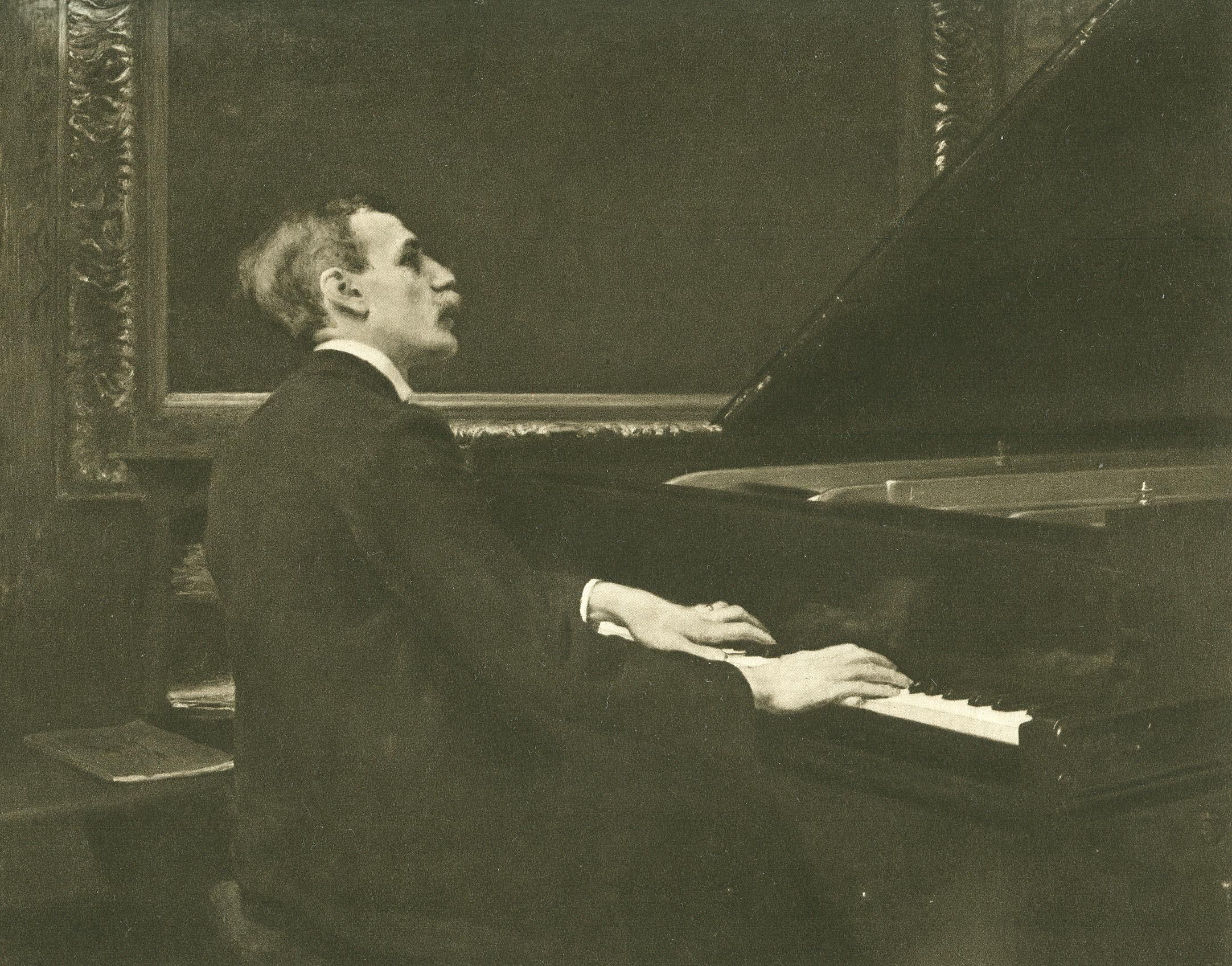
Wilhelm Stenhammar przy fortepianie (1900)

Wilhelm Stenhammar urodził się i wychowywał w bardzo religijnej i muzykalnej rodzinie. Jego ojciec, Per Ulrik Stenhammar był kompozytorem i architektem. Już jako dziecko Stenhammar skomponował kilka utworów na fortepian, w tym trzy sonaty, z których pierwsza pochodzi z 1880. W 1887 Stenhammar uczył się u Richarda Anderssona w klasie fortepianu. W latach 1888–1890 kontynuował naukę pod kierunkiem Wilhelma Heinze, po czym uzyskał dyplom organisty. Studiował kontrapunkt u Josepha Dente oraz kompozycję u Emila Sjögrena (1888) i Andreasa Halléna (1889–92). W 1892 zadebiutował jednocześnie jako: solista w II koncercie fortepianowym Brahmsa, kameralista w kwintecie fortepianowym Saint-Saënsa i kompozytor ballady na chór I rosengård z 1889. W latach 1892–1893 studiował w klasie fortepianu u Heinricha Bartha w Berlinie. Zaczął występować jako solista i kameralista. W 1897 zadebiutował jako dyrygent wykonując własny utwór, uwerturę symfoniczną Excelsior!. W latach 1906–1907 mieszkał we Florencji. Od 1907 do 1923 był kierownikiem artystycznym i dyrygentem stowarzyszenia orkiestrowego (Orkesterförening) w Göteborgu, popularyzując m.in. dzieła Brucknera i Nielsena. W latach 1923–1925 był kapelmistrzem Kungliga teatern w Sztokholmie. Członek Akademii Muzycznej (Musikaliska Akademien, 1900), doktor honoris causa w Göteborgs högskola (1916).

## Twórczość
Twórczość Stenhammera podzielić można na trzy okresy. Zaczął on od muzyki późnoromantycznej. W jego kompozycjach z tego okresu widoczne są wpływy Liszta, Brahmsa i Wagnera, ale muzyka jest nasycona jest nordyckim brzmieniem. Szczytowym osiągnięciem kompozytora z tego okresu są jego wczesne opery Gildet på Solhaug (1892-1893) i Tirfing (1897–1898), choć nie zyskały one popularności. W drugim etapie swojej twórczości Stenhammer wzorował się na muzyce klasyków: Beethovena, Haydna i Mozarta. Pomimo to jego muzyka zachowała nordycki koloryt. Reprezentatywne utwory z tego okresu to: Ett kantata (1904-1905) i drugi koncert fortepianowy. Po 1909 Stenhammar rozpoczął zgłębianie zasad kontrapunktu. Rezultaty tych badań uwidoczniły się w jego muzyce, zwłaszcza w dwóch ostatnich kwartetach smyczkowych.
Do największych kompozytorskich osiągnięć Stenhammera zalicza się: serenadę na orkiestrę (1911–1913/1919), drugą symfonię (1911–1915) i cykl pieśni Visor och Stämningar (1908–1909).

## Dzieła (wybór)[5]

### Utwory orkiestrowe

#### Symfonie
- Symfonia nr 1 F-dur
- Symfonia nr 2 g-moll, op. 34
- Excelsior! – uwertura symfoniczna, op. 13
- Serenada F-dur, op. 31
- Prélude i Bourrée

#### Koncerty
- Koncert fortepianowy nr 1 b-moll, op. 1
- Koncert fortepianowy nr 2 d-moll, op. 23
- 2 romanse sentymentalne na skrzypce i orkiestrę, op. 28

### Muzyka kameralna
- Sonata a-moll na skrzypce i fortepian, op.19
- Kwartet smyczkowy nr 1 C-dur, op. 2
- Kwartet smyczkowy nr 2 c-moll, op. 14
- Kwartet smyczkowy nr 3 F-dur, op. 18
- Kwartet smyczkowy nr 4 a-moll, op. 25
- Kwartet smyczkowy nr 5 C-dur Serenad, op. 29
- Kwartet smyczkowy nr 6 d-moll, op. 35
- Allegro ma non tanto A-dur na skrzypce, wiolonczelę i fortepian

### Utwory fortepianowe
- Sonata na fortepian nr 1 C-dur
- Sonata na fortepian nr 2 c-moll
- Sonata na fortepian nr 3 As-dur, op. 12
- Sonata na fortepian nr 4 g-moll
- Tre fantasier na fortepian, op. 11
- Sensommarnätter na fortepian, op. 33
- Allegro con moto ed appassionato

### Utwory chorałowe
- Sången (Pieśń), kantata na głos, chór i orkiestrę, op. 44
- Tre körvisor (Trzy pieśni na chór)
- Snöfrid na sopran, mezzosopran, tenor, skrzypce, chór i orkiestrę, op. 5
- Midwinter (Środek zimy) na chór i orkiestrę, op. 24

### Pieśni
- 7 pieśni Ensamhetens tankar (Myśli samotności), op. 7
- 5 pieśni Idyll och epigram (Idylla i epigram) do słów Johana Ludviga Runeberga, op. 8
- Fyra svenska sånger (Cztery szwedzkie pieśni), op. 16
- 5 pieśni do tekstów Bo Bergmana, op. 20
- Visor och stämningar (Pieśni i nastroje), 10 pieśni na głos i fortepian, op. 26
- Lycklandsresan na głos i fortepian
- Prins Aladin av Lampan (Aladyn, książę cudownej lampy), na głos i fortepian
- Efterskörd (Drugie zniwa) (op. posth.)